# Jevišovice (nový zámek)
Nový zámek v Jevišovicích je památkově chráněný komplex budov jižně od městečka. Původní dřevěný lovecký letohrádek z konce 17. století prošel několika stavebními úpravami, až se postupně na přelomu 18. a 19. století stal hlavním sídlem hrabat Ugartů. Současnou podobu v novogotickém slohu získal koncem 19. století. Dnes slouží jako domov pro seniory, veřejně přístupný je park s bohatou sochařskou výzdobou.

## Dějiny a stavební vývoj zámku
Za hrabat de Souches byla jižně od Jevišovic v 17. století zřízena panská obora, která byla oblíbeným honebním revírem moravské šlechtické společnosti. Za Karla Ludvíka de Souches (†1691) byl v oboře postaven jednoduchý lovecký letohrádek, zřejmě dřevěný nebo z hrázděného zdiva. Jeho nástupce Karel Josef Souches nechal kolem obory postavit zeď a okolí loveckého zámečku bylo upraveno jako francouzská zahrada, pravděpodobně již tehdy vznikl koncept tří alejí sbíhajících se paprsčitě k budově zámku.

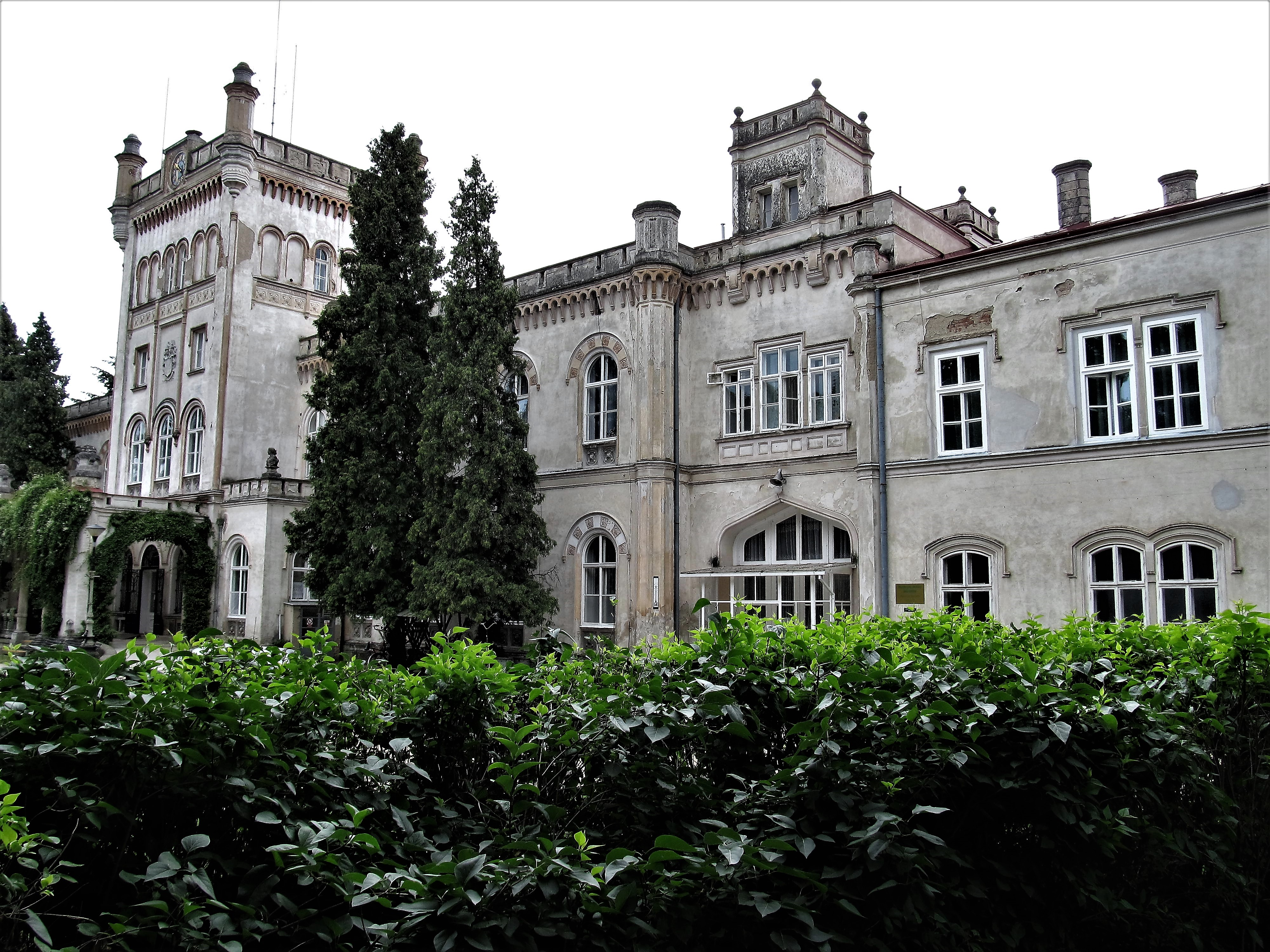
Vstupní průčelí zámku

Karel Josef de Souches se celý život potýkal s finančními problémy, zároveň ale zastával prestižní úřad znojemského krajského hejtmana a v listopadu 1723 hostil v Jevišovicích císařský dvůr s Karlem VI., který se tehdy vracel z pražské korunovace českým králem. Dobové zprávy zmiňují problémy s ubytovacími kapacitami v Jevišovicích, což se ale týkalo spíše starého zámku. První skutečná zmínka o novém zámku je datována až v roce 1743, kdy Jevišovice získal Jan Nepomuk Ugarte (1707–1756).
Podobu barokně-klasicistní vily získal nový zámek na přelomu 18. a 19. století za Aloise Ugarta (1749–1817), který jako úspěšný hospodář a dlouholetý moravský zemský hejtman zvyšoval své nároky na reprezentaci. Alois Ugarte také z majetku zrušeného louckého kláštera v roce 1789 zakoupil soubor barokních soch od L. Mattielliho, které nechal umístit na půlkruhovém prostranství před hlavním vstupem do zámku. Inventář pořízený v roce 1817 po úmrtí Aloise Ugarta dokládá počet obytných místností a jejich vybavení a vyplývá z něj, že nový zámek se v této době postupně stával hlavním rodinným sídlem.
Zásadní novogotickou přestavbou prošel zámek po vymření Ugartů (1875), i když podle některých pramenů první romantizující úpravy proběhly již za posledních dvou generací Ugartů. Po smrti posledního mužského potomka Ugartů, hraběte Maxmiliána (1851–1875), převzaly správu Jevišovic jeho sestry Gabriela a Anna, které si rozdělily užívání starého a nového zámku. Nový zámek připadl Gabriele (1848–1935) a její manžel, italský šlechtic hrabě Carlo Lovatelli (1843–1892), inicioval radikální přestavbu zámku v novogotickém slohu. Poslední majitelky z rodu Ugartů vedly nákladný společenský život, což skončilo hospodářským úpadkem a nuceným prodejem Jevišovic koncem 19. století.

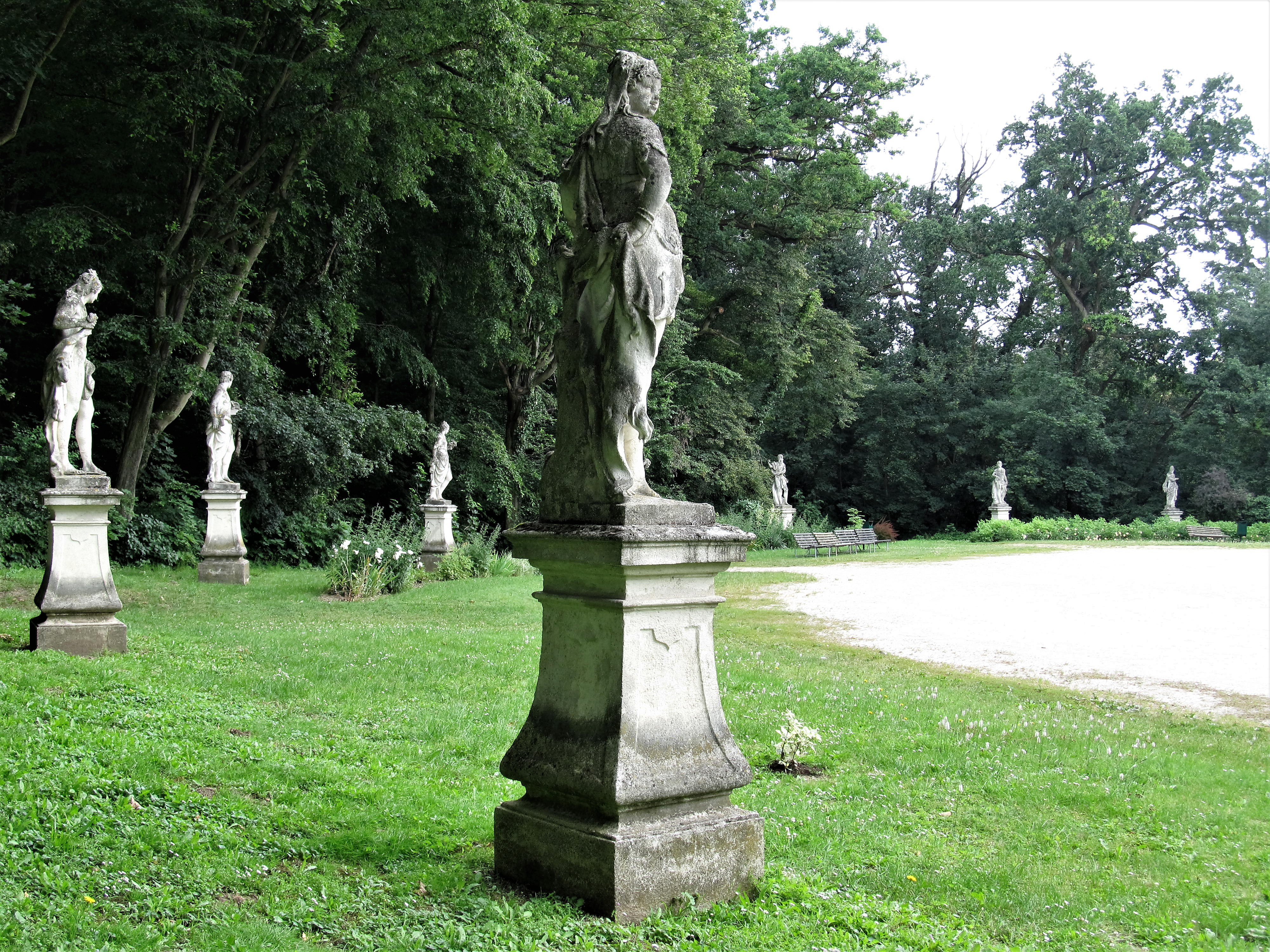
Soubor barokních soch před hlavním vstupem do zámku

Velkostatek Jevišovice s oběma zámky, hospodářstvím a bezmála 3 500 hektary půdy koupil v roce 1898 za více než dva a půl miliónu zlatých vídeňský bankéř Robert Biedermann (1849–1920), povýšený do šlechtického stavu. Ten se svou manželkou podnítil v letech 1898–1899 poslední zásahy do architektury zámku (výstavba hranolové věže s cimbuřím, která je dnes hlavní dominantou), novým prvkem byla novobarokní kovaná brána do parku cestou z městečka a v boční aleji od hlavní přístupové cesty k zámku byly osazeny barokní alegorické sochy přivezené pravděpodobně z Vídně, podle jiných zdrojů z Budišova. Adaptovány byly také interiéry, autorem úprav byl architekt Emil Bressler.
Biedermannovi sice vytvořili z nového zámku luxusní sídlo, žili ale převážně ve Vídni a pobyty v Jevišovicích omezovali na krátké návštěvy v letních měsících. Za první světové války přišel Robert Biedermann o většinu majetku a v roce 1916 koupil velkostatek za šest miliónů rakouských korun bohatý průmyslník Vilém Offenheim (1850–1932). Offenheim v Jevišovicích trvale žil a jako mecenáš zde zanechal výraznější stopu než předchozí majitelé především financováním nové školní budovy (Komenium). Úpravy zámku omezil spíše na modernizaci technického zázemí (vodárna, garáž). V roce 1937 zámek částečně vyhořel a rychlost šíření požáru poukázala na dosud existující dřevěné prvky ve zdivě zámku z doby původního loveckého letohrádku Souchesů.
Offenheimovi dědicové kvůli židovskému původu prodali velkostatek těsně před druhou světovou válkou. Novým majitelem se stal hrabě Jan Larisch-Mönnich (1872–1962), jehož rodina zbohatla dolováním uhlí na Ostravskuu. Správu jevišovického velkostatku převzal v roce 1939 jeho syn inženýr Eduard Larisch-Mönnich (1916–1987), který v jižní části parku nechal vybudovat kapli Panny Marie Bolestné. V květnu 1945 obsadila zámek sovětská armáda a kromě vojáků se na vyrabování vnitřního vybavení podíleli i obyvatelé Jevišovic. Eduard Larisch-Mönnich uměl česky a za války poskytl pomoc několika místním občanům, protože se ale hlásil k německé národnosti, hned po osvobození byl internován na pile v nedalekých Bojanovicích a krátce poté s celou rodinou odsunut do Rakouska. Živelný odvoz a zcizování zámeckého mobiliáře pokračovalo i po roce 1945, kdy byl zámek převeden do správy Svazu československé mládeže, který zde plánoval zřídit rekreační zařízení. V roce 1953 byl v zámku umístěn domov důchodců, od 1. ledna 2007 domov pro seniory.

## Popis

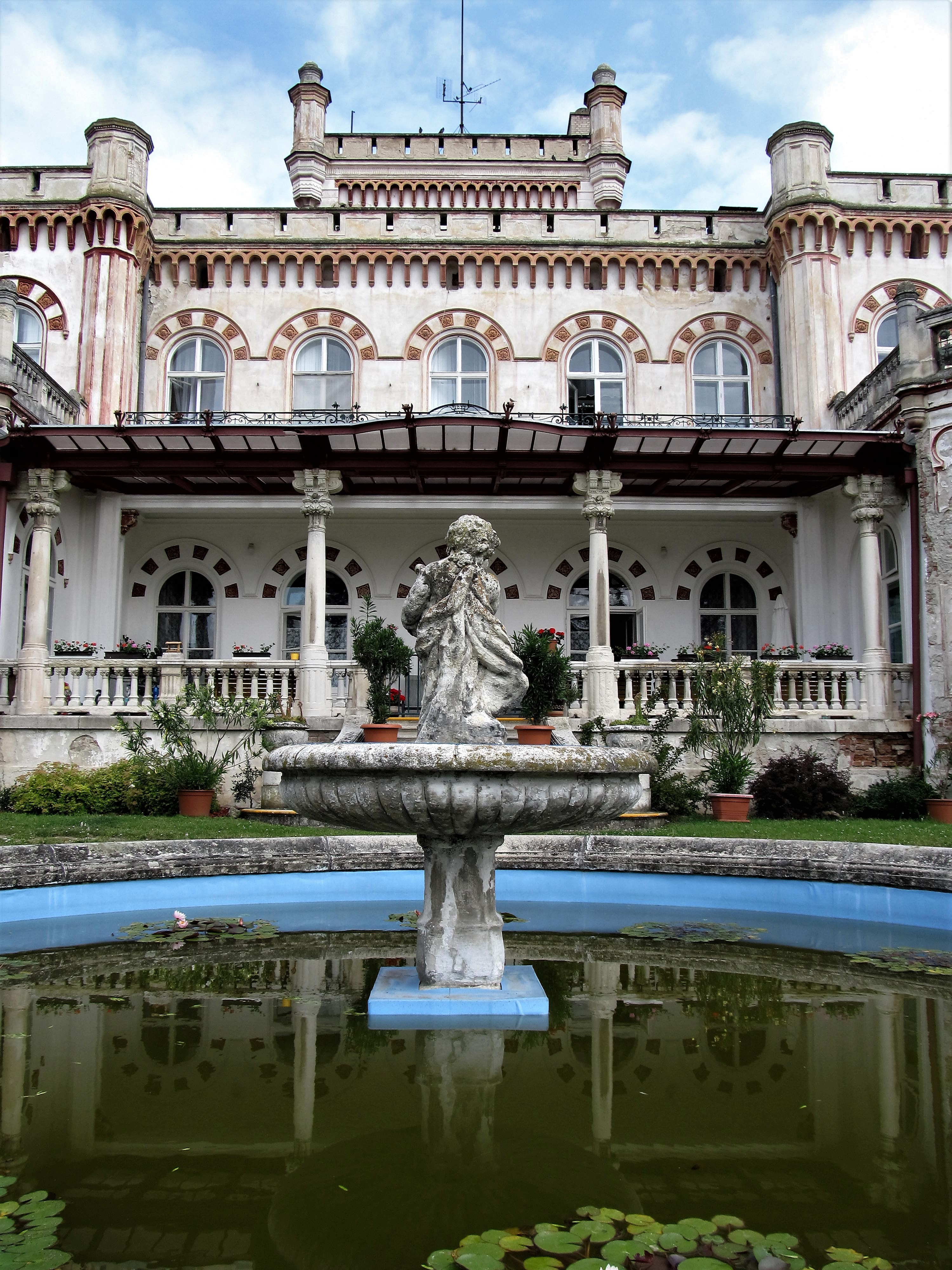
Zahradní průčelí s bazénem

Hlavní budova zámku je stavba obdélného půdorysu o délce 45 metrů, do hlavního vstupu je vestavěna vysoká věž s gotizujícím cimbuřím. Jižní zahradní průčelí je rozděleno letní terasou se schodištěm do parku. Na západní straně na hlavní budovu zámku navazuje hospodářská část, která má půdorys podkovy a tvoří částečně uzavřené nádvoří směrem do parku. Oproti hlavní zámecké budově mají hospodářská stavení výrazně nižší úroveň umělecké výzdoby, ale i na nich je patrná novogotická úprava. Vnitřní výzdoba nového zámku zůstala zachována i přes drobné adaptace pro potřeby domova důchodců. Nejvýznamnějším prostorem je hlavní sál s dřevěným kazetovým stropem a mramorovým krbem. Dřevěné obložení má také jídelna a taneční pokoj navazující na hlavní sál.
Na seznam kulturních památek byl nový zámek zapsán v roce 1958, památková ochrana kromě hlavní budovy zámku zahrnuje také hospodářské zázemí a soubor 22 barokních soch v zámeckém parku.

## Reference

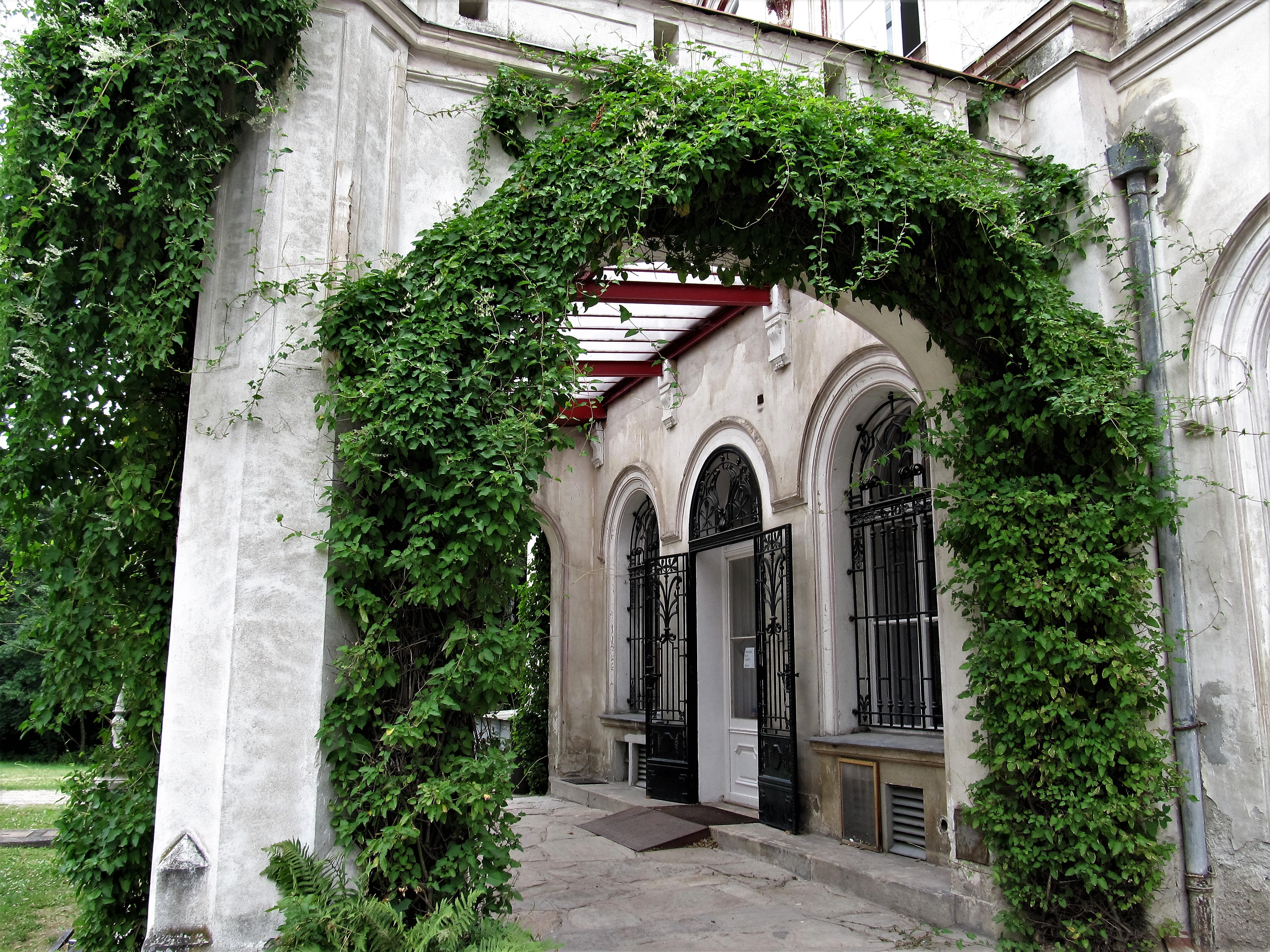
Hlavní vstup do zámku